# جبل صهيون

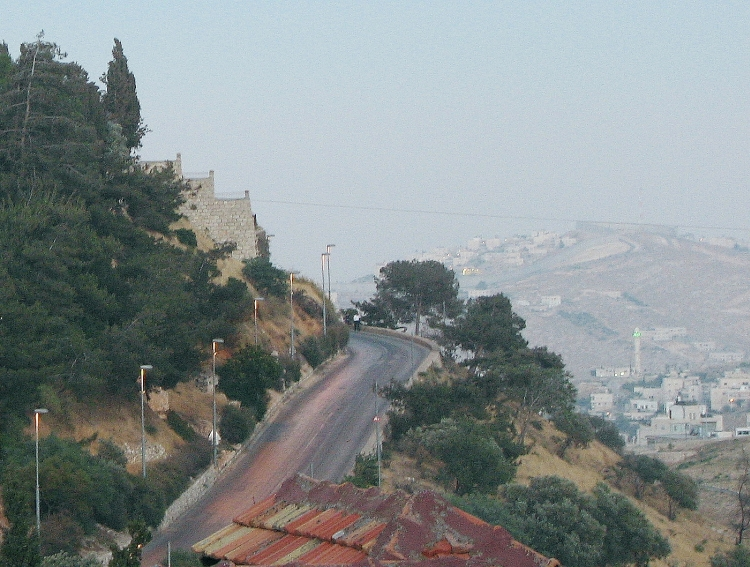
الطريق المؤدية إلى جبل صهيون في القدس.

جبل صِهْيَوْن (بالعبرية: הַר צִיּוֹן) هو تلة تقع في جنوب- غرب مدينة القدس القديمة وخارج الأسوار، إلا أنه جزء لا يتجزأ من المدينة. تاريخ الجبل بدأت بالفعل خلال اليبوسيين الكنعانيين، وما زال حتى يومنا هذا. وتقع هذه المواقع الهامة في جبال اليهودية والمسيحية والإسلام، ويكون له مواقع التراث معركة والمتاحف والمقابر. وفقا لتقاليد الديانات الثلاث، وهيكل يقع في الجبل، هو مكان دفن الملك داود. مصطلح «الصهيونية» اسمها من الجبل.
دير صهيون وفرسان الهيكل.
جاء عن دير صهيون أنه: يعود إلى أملاك الرهبان الفرنسيسكان، ويتجاور مع عدد من الأماكن المقدسة التابعة لهم فوق جبل صهيون، وقد حصل هؤلاء الرهبان من السلطات الأيوبية على حق توليهم رعاية الأماكن المقدسة، وفي عام 736هـ/ 1335م أتيحت لهم فرصة توسيع مقرهم وبناء دير صهيون الذي ضم علية صهيون وكنيستها، وكذلك الأماكن المسيحية الأخرى المجاورة لها فوق الجبل. ويؤيد تاريخ بناء الدير الأب سوريانو الذي تولى رئاسة هذه الطائفة، ويقول في تأريخه لها: "إنه بسقوط عكا عام 1291م في أيدي المسلمين وخروج الصليبيين من بلاد الشام أجبر الفرنسيسكان على أن ينسحبوا إلى جزيرة قبرص، وظلوا يتحينون الفرصة لكي يعودوا إلى الأرض المقدسة، وقد تم لهم ذلك عام 1335م. ومن خلال ما حصلوا عليه من تصريح استطاعوا أن يؤسسوا ديراً لهم في جبل صهيون، وقد اختار أبناء هذه الطائفة رئيساً لهم أطلق عليه "حارس جبل صهيون".
ارتبط تاريخ الرهبان الفرنسيسكان في بيت المقدس بإقامتهم في جبل صهيون في هذا الدير وغيره من المقدسات المسيحية فوق الجبل، ويروي بعض المؤرخين الغربيين أن عدد الرهبان الفرنسيسكان في دير صهيون بذلك الحين كان يبلغ اثنين وأربعين راهباً، وبدأ عددهم يتناقص بصورة ملحوظة في أواخر عهد المماليك، ففي سنة 913 ه‍/ 1427م كان عددهم في الدير لا يزيد على العشرين، وقد حرص المماليك على حماية هؤلاء، فقد جرى العرف أن يقيم معهم في ديرهم بجبل صهيون إثنا عشر مملوكاً بصفة دائمة، وعاش رهبان دير صهيون حياة الزهد والتقشف، وبدأت أحوالهم بالتحسن عن طريق التبرعات الغربية للدير الذي كان يقوم باستقبال ورعاية الحجاج، وبعد دعم وتأييد ملوك الغرب الفرنجي استطاعوا أن يشتروا بعض المنازل والأراضي المحيطة بالدير الخاص بهم، وقد رمم هذا الدير وتوسعت عمارته في عهد كل سلاطين المماليك بدءاً من برقوق وابنه فرج وبرسباي وقايتباي والغوري، وعن الأهمية التي اكتسبها دير صهيون في العهد المملوكي تذكر المصادر أن مهمة استقبال الحجاج الغربيين ومرافقتهم ألى الأماكن المقدسة كانت بيد رئيس رهبان دير صهيون، ولم يستطع الحجاج مبارحة سفنهم التي تقلهم إلى ميناء يافا إلا بعد حضور أمير الرملة ونائب السطنة بالقدس ورئيس دير صهيون، وكان هذا الأخير الكفيل لهؤلاء الحجاج، فضلا عن كونه مرشداً لهم من يافا إلى بيت المقدس، وكان يشترط على الحجاج إظهار احترامهم لدير الرهبان الفرنسيسكان في جبل صهيون، وأن يقدموا المساعدات من هبات وصدقات إلى الدير.